# Shigechiyo Izumi
Shigechiyo Izumi(泉 重千代) (29. juni 1865 – 21. februar 1986) var en mand fra Japan som var verdens næstældste menneske og verdens ældste mand. Hans levetid på 120 år og 237 dage overgås kun af Jeanne Louise Calment. 
Han var fra Tokunoshima på Amamiøerne, hvor han blev født og døde. Han arbejdede indenfor landbruget. Han døde af lungebetændelse og hans kone døde, da han var 90 år gammel og han holdt op med at ryge, da han var 70 år gammel. Sammen med Jeanne Louise Calment var han den eneste, der nogensinde er blevet mere end 120 år gammel. 
Nogen har imidlertid sået tvivl om dokumentationen om hans fødselsår, idet nogen mener, at han blev født i 1880 og ikke i 1865. Han døde den 21. februar 1986 samme dag som Jeanne fyldte år 111. Han var på det tidspunkt den eneste overlevende person fra 1860erne. Han har også rekorden, som den der længst har haft rekorden som verdens ældste personer.
1. ↑  Navnet er anført på bokmål og stammer fra Wikidata hvor navnet endnu ikke findes på dansk.
2. ↑  Navnet er anført på bokmål og stammer fra Wikidata hvor navnet endnu ikke findes på dansk.